# Matsuko Deluxe

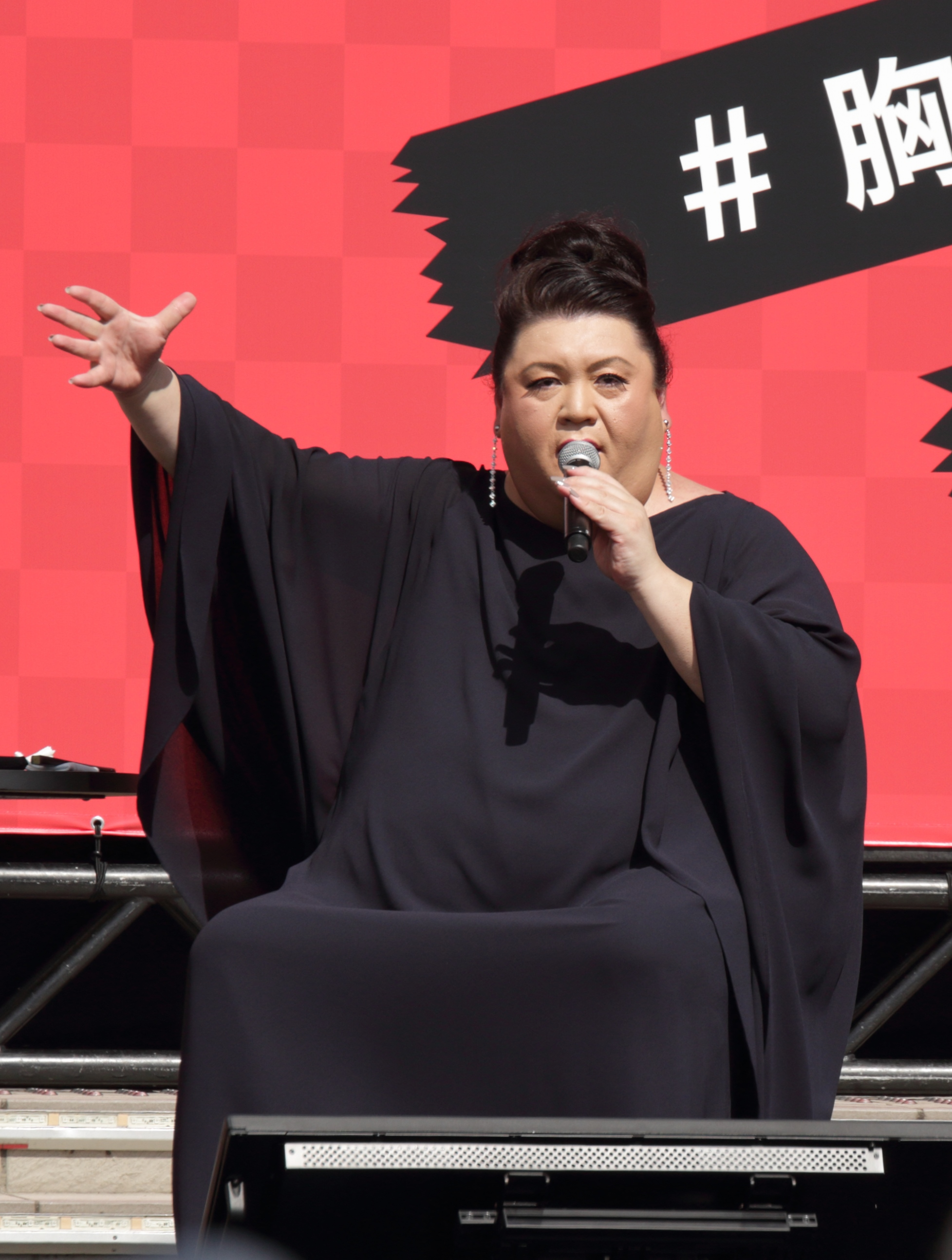
Matsuko Deluxe (2018)

Matsuko Deluxe (jap. マツコ・デラックス Matsuko Derakkusu; * 26. Oktober 1972 in der Präfektur Chiba) ist ein japanischer Entertainer, Kolumnist, Essayist und eine Fernsehpersönlichkeit, die vor allem als Dragqueen bekannt wurde. Er beteiligt sich an zahlreichen Fernsehsendungen des japanischen Fernsehens als Kommentator oder Moderator.

## Leben und Karriere
Am 26. Oktober 1972 wurde er im Bezirk Inage-ku der Stadt Chiba in der Präfektur Chiba, Japan geboren.  Nach dem Abitur besuchte er das Tokyo Max Beauty College (Shinagawa-ku, Tokio). Danach arbeitete er in der Schönheitsindustrie. Er ging in die Redaktion des Gay-Monatsmagazins „Badi“ und arbeitete dort als Reporter und Redakteur des Magazins. Wo er vom Essayisten und Romancier Usagi Nakamura bemerkt wurde und durch den seine Karriere in der Unterhaltungswelt als Kommentator und Moderator begann. Im Laufe seiner Karriere hat er sich häufig für LGBT-Rechte eingesetzt und das öffentliche Image von Frauen in Japan stets kritisch gesehen. Als Endzwanziger zog er sich ins Familienleben zurück, wurde jedoch zu einem Gast der Talk-Sendung „Ich lebe mein Leben“, die von Usagi Nakamura moderiert wurde, die in den Tagen als Herausgeber einen Artikel von ihm las. Er wurde ausgewählt. Es war für ihn die Chance, Aufmerksamkeit auf seinen Künstlernamen „Matsuko Deluxe“ und seine besonderen visuellen und sprachlichen Fähigkeiten zu lenken. Darüber hinaus wurden Usagi Nakamuras „Du bist ein Mensch, der schreiben muss“ und ihr literarisches Lob hoch geschätzt. Um das Jahr 2000 begann Matsuko mit dem Schreiben von Essays und Kolumnen und bemerkte, dass seine Brust-, Taillen- und Hüftmaße alle 180 Zentimeter betrugen und er zu diesem Zeitpunkt 140 Kilogramm wog.
Wegen der begrenzten Anzahl der Zeichen in Zeitungen wird sein Name zu „Matsuko DX“ abgekürzt. Im Jahr 2002 kündigte Sony das Magazin „Atashi Matsuko Deluxe“ an und veröffentlichte seitdem dieses regelmäßig.

## Radio- und Fernsehaktivitäten
Im Jahr 2000 trat Matsuko erstmals in „Evenai“, der Vorgänger-Sendung von „One Night Rock'n Roll“ des Senders Fuji TV im Fernsehen auf. 2005 erschien er als Kommentator für das TOKYO MX-Informationsprogramm: „verrückt um 5!“. Wo er seit 2018 regelmäßig am Montag auftritt. Es war das erste Mal, dass er plötzlich als Ersatz für den professionellen Wrestler Yoshihiro Takayama für die Sendung „verrückt um 5!“ eingesetzt wurde. Der Programm-Caster Masayuki Tokumitsu hatte von seinem Cousin Mitz Mangrove von Matsuko erfahren und ihm ein Angebot unterbreitet. Dieser empfahl ihn schnell einem Mitarbeiter des Programms weiter, der nach einem Ersatz suchte. Da die Zeit, in der er auftrat, vom Stab positiv aufgenommen wurde, wurde er später regelmäßiger Kommentator. 2009 startete von Fuji TV die Pilotsendung „Matsuko's Zimmer“. Da er zuvor sowohl Management- als auch Künstlertätigkeit alleine ausgeübt hatte, wechselte er zu „Natural Eight“, eine Art Künstleragentur, nachdem er von Kazuo Tokumitsu, dem Onkel von Mitz Mangrove, den Rat erhalten hatte: „Sie sollten das Büro betreten.“ Seitdem wurden regelmäßig Programme wie „Matsuko & Ariyoshi's wütende neue Party“, „von Montag bis Nacht“ und „Out x Deluxe“ nacheinander gestartet. Am 9. Dezember 2010 hatte er erstmals mit Ryoko Yonekura einen Auftritt im Drama „Frau des Lachses – Inspektor des Nationalen Steuerbüros“ von TV Asahi. Im Jahr 2011 startete die Sendung „Verbotenes Radio von Izutsu und Matsuko“ im Radiosender Nippon Cultural Broadcasting. Im April 2012 hatte er einen Auftritt in der Dramaserie „Die Argumentation des Calico-Hauses“ des japanischen Fernsehsenders NTV. Ab April 2017 wurde „Matsuko & Ariyoshis triviales Paradies“ mit Matsuko und den TV Asahi-Ansagern Hiroyuki Ariyoshi und Naoko Kubota statt „Wütende neue Party“ ausgestrahlt. Am 10. November 2017 wurde Matsuko wegen schlechter körperlicher Verfassung ins Krankenhaus eingeliefert. Ein Virus drang in seine Bogengänge des Innenohrs ein und verursachte bei ihm Schwindel und Benommenheit. Er soll alleine ins Krankenhaus eingeliefert worden sein. Am 13. November konnte er deshalb nicht in der Sendung „verrückt um 5!“ auftreten. Am 16. November berichtete das angeschlossene Büro auf der offiziellen Website über seine Genesung. Am 20. November trat er wieder in der Sendung „verrückt um 5!“, seiner ersten Liveübertragung nach der Rückkehr, auf. Er ist derzeit unter anderem Mitwirkender in den japanischen Fernsehsendungen: „Eine Welt, die Matsuko nicht kennt“, „Matsuko-Treffen“, und „Matsuko & Ariyoshis triviales Paradies“.

## Kontroversen
Im Jahr 2010 wurde er für seine „Fehden“ mit vielen japanischen Fernsehsprecherinnen wegen ihres wahrgenommenen Bildes bekannt. Im selben Jahr kritisierte er offen die Entscheidung des Gouverneurs von Tokio, Shintarō Ishihara, der den Kauf von Anime und Manga für unter 18-Jährige einschränken wollte, sowie die Missachtung des Gouverneurs für Homosexualität und Transvestismus. 2012 nahm Matsuko an einer Debatte über den Nationalstolz von Chinesen, Koreanern und Japanern teil. Als ein koreanisch-japanischer Gast behauptete, „japanische Unterhaltung ist wie Feldbaseball, koreanische Unterhaltung ist dagegen wie professioneller Baseball“, antwortete er, K-Pop sei „nichts als eine Nachahmung der amerikanischen Popmusik“. Als ein koreanisch-japanischer Teilnehmer darauf hinwies, dass Lady Gagas Popularität in Japan ein Zeichen für die Schwäche von J-Pop sei, antwortete Matsuko, dass die „Japanische Musik gegenüber vielen Kulturkreisen, einschließlich des Koreanischen, aufgeschlossen ist“ und sagte weiter, „wenn K-Pop-Künstler Japan, so wie es ist, nicht mögen, müssten sie nicht in Japan bleiben.“ Matsukos Aussagen sorgten daraufhin im koreanischen Internet für Kontroversen. Im Jahr 2015 bezeichnete er eine mögliche Teilnahme der japanischen AKB48-Idolgruppe an der Eröffnungsfeier der Olympischen Sommerspiele in Tokio 2020, als „etwas Peinliches für Japan“.

## Auszeichnungen
- Tokyo SuperStar Awards (2010),

- TSUKEMA クイーン (TSUKEMA Queen) (2015)

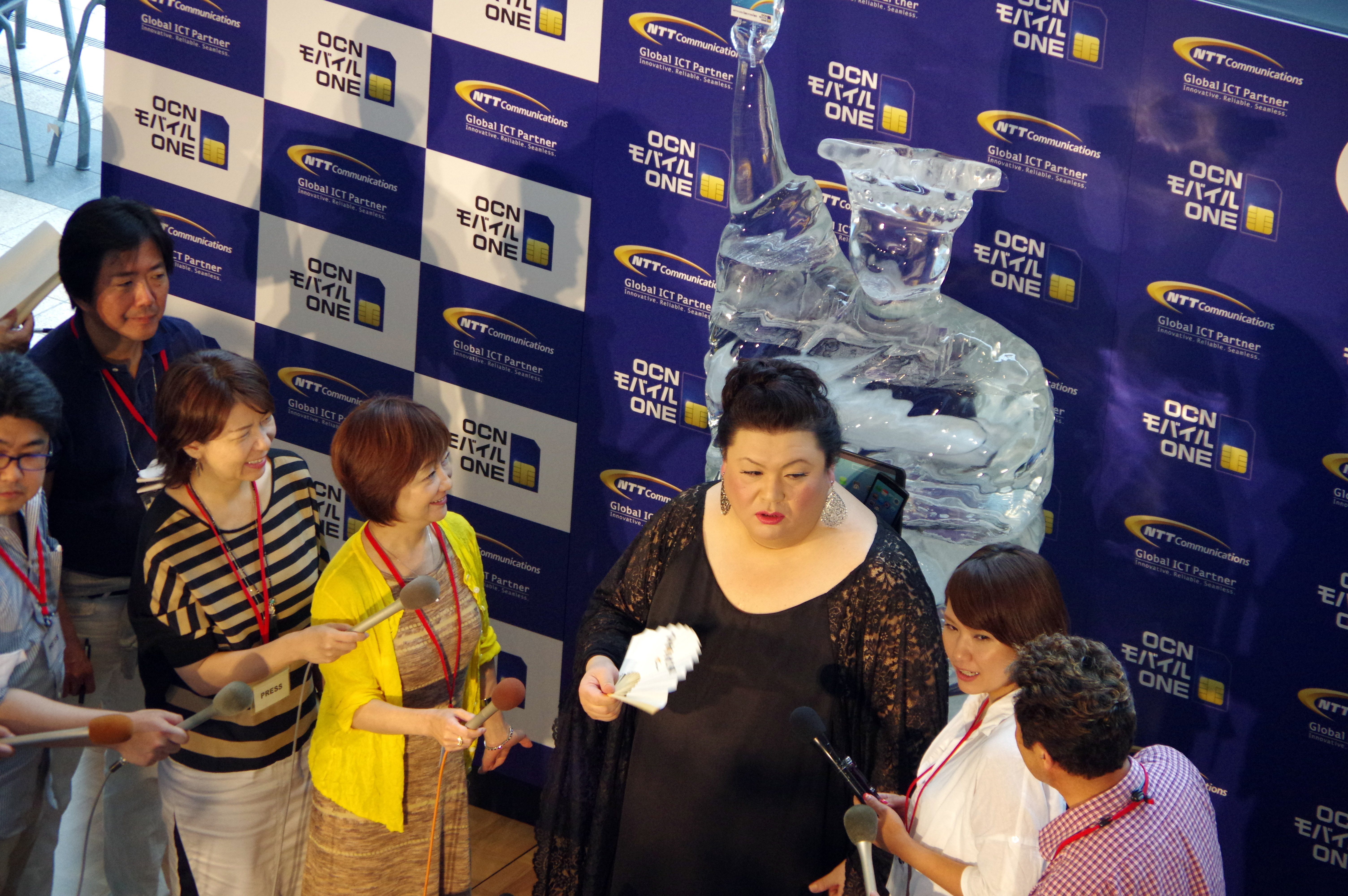
Matsuko Deluxe (2014)

## Werbefigur
Matsuko stellt sich als Testimonial für eine Reihe von Produkten zur Verfügung.
Unter anderem für: Toyota, Mister Donut, Kirin, NTT, Suntory, Japan Post, Tiger Corporation, Pizza-La (ピザーラ Pizāra), Procter & Gamble, Yamato Un’yu (ヤマト運輸), Shiseido, Kameda Seika Company, HOKUREN Federation of Agricultural Cooperatives

### Sonstiges
Matsuko gibt sein Konterfei für das Bestsellerspiel des Spielzeugherstellers Takara Tomy, den Klack-Pirat, her.

## Publikationen
- Ich bin Matsuko Deluxe! (2002) (jap. アタシがマツコ・デラックス! atashi ga Matsuko Derakkusu!（2002年7月1日、ソニー・マガジンズ） ISBN 978-4789718073)

- Matsuko Deluxe, Wöchentlicher Cross-Dresser gibt „Frauenarbeit“ (2005) (jap. マツコ・デラックス  週刊女装リターンズ「女の業」号  Matsuko Derakkusu, shiyuukan josou ritaanbu "ona no gou" gou（2005年5月1日） ISBN 978-4391130812 )

- Elend (2010) (jap. 世迷いごと Yomaigoto（2010年10月13日、双葉社） ISBN 978-4575302530 )
  - （2012年4月12日、双葉文庫） ISBN 978-4575713855

- Lebensberatung von Ama (2011) (jap. あまから人生相談 Ama kara jinsei soldan（2011年2月1日、ぶんか社） ISBN 978-4821143061 )
- Fortsetzung・Elend (2012) (jap. 続・世迷いごと Zoku Yomaigoto（2012年2月21日、双葉社） ISBN 978-4575303896 )
  - （2013年5月16日、双葉文庫） ISBN 978-4575713985

- Nicht luxuriös (2014) (jap. デラックスじゃない Derakkusu janai（2014年6月21日、双葉社） ISBN 978-4575306903 )